# Dorcopsis luctuosa
Dorcopsis luctuosa — вид родини Кенгурових. Вид мешкає на півні й південному сході острова Нова Гвінея на висотах до 400 м над рівнем моря. Зустрічається в первинних і вторинних низовинних тропічних лісах; може також трапитись на території занедбаних садів, часто зустрічається в галерейних лісах. Етимологія: лат. luctuosus — «сяючий».

## Загрози та охорона
Його існуванню загрожує полювання на продовольство, перетворення лісів у площі сільськогосподарського використання, лісозаготівлі, будування доріг. Живе у Національному Парку Варірата, хоча можливо останнім часом ця популяція була викорінена.

## Підвиди
вид Dendrolagus goodfellowi
- підвид Dorcopsis luctuosa luctuosa (D'Albertis, 1874)
- підвид Dorcopsis luctuosa phyllis (Groves and Flannery, 1989)